# Радиновић
Радиновић је презиме настало од мушког имена Радин. Може се односити на следеће особе:
- Душко Радиновић (1963), фудбалер
- Велимир Радиновић (1981), кошаркаш
- Кујава Радиновић, друга жена босанског краља Стефана Остоје
- Павле Радиновић (понекад се пише Раденовић) (1381–1415), магнат у Краљевини Босни
- Угљеша Радиновић (1993), фудбалски везиста